# کلرید ایتربیم (II)
کلرید ایتربیم(II) (به انگلیسی: Ytterbium(II) chloride) با فرمول شیمیایی YbCl۲ یک ترکیب شیمیایی است. که جرم مولی آن 243.95 g/mol می‌باشد. شکل ظاهری این ترکیب، بلورهای سبز است.